# دوراگومووا
دوراگومووا (به لاتین: Doragomuwa) یک منطقهٔ مسکونی در سری‌لانکا است که در استان مرکزی (سری‌لانکا) واقع شده‌است.